# Афонсу, Рикарду
Рикарду Андре Оливейра Афонсу (порт. Ricardo André Oliveira Afonso; род. 20 декабря 1998 года, Вила-Нова-ди-Гая, Португалия) — португальский футбольный тренер.

## Биография
Не выступая на профессиональном уровне, в раннем возрасте занялся тренерской деятельностью. На родине работал с португальскими командами низших лиг. В начале июня 2024 года Афонсу впервые попробовал свои силы зарубежом, войдя в тренерский штаб своего соотечественника Мигела Морейры в эстонском клубе Премиум-Лиги «Нарва-Транс». Спустя три месяца португальский специалист по соглашению сторон покинул свою должность и Афонсу временно возглавил нарвитян. По итогам сезона специалист не смог договориться с клубом о продолжении сотрудничества. Всего под его руководством нарвитяне провели 13 матчей: пять побед, пять ничьих и три поражения.